# ライズ オブ ネイション 〜民族の興亡〜
『ライズ オブ ネイション 〜民族の興亡〜』(ライズ オブ ネイション 〜みんぞくのこうぼう〜、Rise of Nations、略称：RoN)は、Big Huge Gamesが開発し、マイクロソフトより2003年5月20日(日本語版は2003年7月11日)に発売されたWindows用リアルタイムストラテジー型歴史シミュレーションゲーム。略称はRoN。リードデザイナーは、シヴィライゼーションシリーズを手がけたブライアン・レイノルズ。
時代進化は現代・近未来にまで拡張されており、ダイナミックな戦闘を繰り広げることができる。
2004年6月11日には拡張パック『皇帝と革命軍(Expansion : Thrones and Patriots)』が、同年12月3日には拡張パックと本編のセット『ゴールドエディション(Gold Edition)』が発売された。
2014年6月には上記の『ゴールドエディション』相当に、テクスチャ、ライティングなどのビジュアルの改善、Steamworksの統合によるクラウドセーブ、オンライン対戦、Twitchへの対応など、2014年のトレンドに対応した修正をおこなった、『Rise of Nations Extended Edition』が、オンライン限定で発売された(英語版のみ)。

## 時代区分
- I - 太古
- II - 古代
- III - 中世
- IV - ルネサンス
- V - 啓蒙時代
- VI - 産業革命時代
- VII - 近代
- VIII - 現代

## 登場する文明
各文明には経済やユニット作成速度に差があるほか、固有のユニットが存在する。また、攻撃・防御・経済の3種類のタイプに分けられており、シングルプレイの際にプレイヤーの文明のタイプを選ぶとそのタイプに該当する文明が自動で選択される。
| 民族     | タイプ                    | 固有ユニット | 特性 |
| -------- | ------------------------- | --- | --- |
| アステカ | 生贄の力 攻撃タイプ       | 軽歩兵: アステカ投槍兵 - ロイヤル アステカ投槍兵 - ツォピィリ投槍兵 現代歩兵: ジャガー歩兵 - ジャガー突撃兵                   | 建物だけでなくユニットを倒しても戦利品を獲得する。 兵舎を建設すると軽歩兵ユニットが無償で与えられる。                                             |
| イギリス | 主権の力 経済タイプ       | 射手: 大弓兵 - 英国大弓兵 - 義勇農騎兵団 火器歩兵: 高地連隊兵 - ブラック ウォッチ連隊 爆撃機: ランカスター爆撃機              | 財貨の経済上限が他よりも高い。 |
| インカ   | 黄金の力 経済タイプ       | 軽歩兵: インカこん棒戦士 - インカ鎚矛戦士 火砲: 臼砲 - 攻城臼砲                                                               | 鉱山が鉱物資源以外に財貨を産出する。 自軍ユニットが倒されると資源が回収される。                                                                   |
| エジプト | ナイルの恩恵 経済タイプ   | 軽騎兵: 軽ラクダ騎兵 - ラクダ戦士 - 精鋭ラクダ戦士 長射程騎兵: 戦闘馬車 - 大型戦闘馬車 - マムルーク - ロイヤル マムルーク     | 他の文明より多くの畑を作成できる上に財貨を産出する。 一時代先の偉大な建物を1つの都市に2つ建設できる。                                             |
| ギリシャ | 哲学の力 経済タイプ       | 重騎兵: ギリシャ騎士 - ロイヤル ギリシャ騎士 - ストラティオタイ - ロイヤル ストラティオタイ                                   | 図書館と学問所の建設コストが安い。 図書館での研究にかかる知識以外のコストがダウンし、研究速度が上昇する。                                         |
| スペイン | 発見の力 経済タイプ       | 重歩兵: スクタリ - ロイヤル スクタリ - テルシオ - ロイヤル テルシオ                                                           | 探索兵の視野が広い。 啓蒙時代までは港を建てるたびに重装船舶を得る。                                                                               |
| ドイツ   | 工業の力 攻撃・経済タイプ | 現代歩兵: 擲弾兵 重歩兵: ソルドゥーリ - 長剣剣士 - バンダル - ランツクネヒト 機関銃: MG42機関銃 戦車: ティーガー - レオパルド | もっとも多くの固有ユニットを持つ文明。 ただし内政ボーナスの関係上真価を発揮するのは中盤あたりから。                                               |
| トルコ   | 攻城の力 攻撃タイプ       | 火器歩兵: 親衛隊 - 精鋭親衛隊 火砲: バシリカ射石砲 - バシリカ大砲                                                             | 攻城、火砲等のユニットの視野、および射程の強化。 兵器工場を建設すると攻城、火砲ユニットが無償で与えられる。 都市を通常の倍の速度で併合できる。    |
| ヌビア   | 交易の力 経済タイプ       | 射手: クシテ射手 - 精鋭クシテ射手 - アパデマク射手 長射程騎兵: ラクダ射手 - 精鋭ラクダ射手 - ラクダ銃兵 - ラクダ兵団          | 非常に高い内政力を誇る文明。 反面軍事ボーナスは固有ユニットのみ。                                                                                 |
| バンツー | 移住の力 攻撃タイプ       | 軽歩兵: アンパカティ - ヤンゴンビ アンパカティ - ズールー族戦士 戦闘機: ホーク戦闘機 - イーグル戦闘機                         | 都市建設のコストが安い。 |
| フランス | 統率の力 攻撃タイプ       | 重騎兵: シュヴァリエ - 精鋭シュヴァリエ - 擲弾騎兵 - 近衛擲弾騎兵                                                             | 偉大な建造物がなくても補給車が範囲内の兵隊を癒す。 木材の収集に優れている。                                                                       |
| マヤ     | 建築の力 防御タイプ       | 軽歩兵: バラモブ投石兵 - ロイヤル バラモブ投石兵 - イーグル バラモブ投石兵 重歩兵: 無反動砲 - ドラゴン対戦車ミサイル          | 建物の建築に優れている。 建築物の防御力、都市・やぐらなどの攻撃力が上昇する。                                                                     |
| モンゴル | 騎兵の力 攻撃タイプ       | 長射程騎兵: モンゴル軽騎馬射手 - ステッペ モンゴル軽騎馬射手 - モンゴル重装騎馬射手 - エリート モンゴル重装騎馬射手           | 厩舎を建設すると無償で長距離騎兵が与えられる。 |
| ローマ   | 皇帝の力 攻撃タイプ       | 重歩兵: レギオン - ローマ レギオン - 近衛軍                                                                                   | ゲーム開始時からより安価で砦の建築が可能。 兵舎を建設すると無償で重歩兵が与えられる。                                                             |
| ロシア   | 母なる大地の力 防御タイプ | 現代歩兵: 紅衛兵 - 強襲兵 軽騎兵: ラシニー槍騎兵 - コサック - ドン コサック 戦車: T80 火砲: カチューシャ ロケット砲           | 内政ボーナスは石油の増加なので産業革命まで実質なし。 領土侵入ダメージの増加、スパイのボーナスが高い防御力を生み出す。                             |
| 中国     | 文化の力 防御・経済タイプ | 火器歩兵: 火槍 - 重装火槍 - 清軍マスケット銃兵 - 清軍ライフル銃兵 - 清軍歩兵                                                  | 内政ユニットが瞬時に作成され、中世の固有ユニットは同時代で唯一火薬を使用できる。 また、後半の固有ユニットは素早く作成され必要とする資源も少ない。 |
| 日本     | 栄誉の力 攻撃タイプ       | 重歩兵: 足軽 - 精鋭足軽 - 武士 - 精鋭武士 - 鉄砲武士                                                                          | 軍事・内政ボーナスの関係上、時代と場所を選ばない強さを持つ。                                                                                      |
| 朝鮮     | 伝統の力 防御・経済タイプ | 射手: ファラン - 中装ファラン - ロイヤル ファラン - エリート ロイヤル ファラン 火砲: 火矢 - 強化型火矢                        | 非常に粘り強い文明。 内政が容易で市民の補修能力が大幅に強化されている。                                                                           |

| 民族     | タイプ                    | 固有ユニット | 特性 |
| -------- | ------------------------- | --- | --- |
| アメリカ | 革新の力 経済タイプ       | 火器歩兵: 海兵隊銃兵 - 海兵隊ライフル銃兵 現代歩兵: 海兵隊歩兵 - 海兵隊突撃兵                                           | 超衝突型加速器と宇宙計画を除いた偉大な建造物を1つだけ瞬時に建てることができる。 兵舎ユニットを作成すると収集資源が増加する。 |
| インド   | 王者の力 防御・経済タイプ | 象兵: 象兵 - 精鋭象兵 - 騎象銃兵 - カルバリン騎象銃兵                                                                   | 象兵が低コスト。都市圏が他の文明よりも広い。                                                                                 |
| イロコイ | 部族の力 攻撃・防御タイプ | 重歩兵: 矛兵 - モホーク矛兵 - モホーク重装矛兵- エリート モホーク矛兵 探索兵: タコース - アクウェク - オクワリ          | 政治体制と斥候が優れている。                                                                                                 |
| オランダ | 経済の力 経済タイプ       | 民間ユニット: 武装隊商 - 武装商人 - 武装補給車 小型帆船: ブリッグ型帆船 - フライト型帆船 - クリッパー型帆船             | 港を建てる度に軽装船舶を得る。 経済規模の上限が上がり、隊商・商人・補給車が武装する。                                        |
| ペルシャ | 儀式の力 防御・経済タイプ | 重歩兵: イモータル - アヌーシャ - アタナトイ - イモータル火縄銃兵 象兵: 象兵 - 精鋭象兵 - 騎象銃兵 - カルバリン騎象銃兵 | 首都を2つ持つことができる。隊商が無償で配備される。                                                                          |
| ラコタ   | 平原の力 攻撃タイプ       | 長射程騎兵: シュンカ ワカン - イーグル フェザー騎兵 - マスケット銃騎兵 - 連発式ライフル銃騎兵                           | 相手には国境が見えない。 畑を作れない代わりに厩舎ユニットの数に応じて食料が少しずつ備蓄される。                              |

## 登場ユニット
- 民間ユニット: 市民 - 学者 - 隊商 - 商人
- 歩兵:
  - 軽歩兵/火器歩兵/現代歩兵: 投石兵 - 投槍兵 - 精鋭投槍兵 - 火縄銃兵 - マスケット銃兵 - ライフル銃兵 - 歩兵 - 突撃歩兵
  - 重歩兵: 装甲歩兵 - ファランクス - 槍兵 - 精鋭槍兵 - フューリジア銃兵 - 対戦車ライフル - バズーカ砲 - 対戦車ミサイル
  - 弓兵: 弓兵 - 射手 - 石弓兵 - 重装射手
  - 機関銃: 機関銃 - 重機関銃 - 機関砲
  - 火炎放射兵: 火炎放射兵
  - 探索兵: 探索兵 - 斥候兵 - コマンド隊 - 特殊部隊 - 精鋭特殊部隊
  - 民兵: 民兵 - マスケット民兵 - パルチザン
  - その他: スパイ
- 騎兵:
  - 軽騎兵: 軽装乗馬兵 - 軽騎兵 - 精鋭軽騎兵 - ハザーエ
  - 重騎兵/戦車: 鎖鎧兵 - 騎士 - 重騎士 - 胸甲騎兵 - 軽戦車 - 戦車 - 主力戦車
  - 長射程騎兵: 弓騎兵 - 精鋭弓騎兵 - 竜騎兵 - 銃騎兵 - 装甲車 - 装甲偵察車 - 新鋭装甲車
- 兵器:
  - 火砲: 投石器 - 強化型投石器 - 射石砲 - 大砲 - 榴弾砲 - 自走榴弾砲 - ロケット弾発射システム
  - 対空兵器: 自走対空機関砲 - 自走高射砲 - 自走対空ミサイル
- 船舶:
  - 民間ユニット: 漁船 - 輸送船 - ガリオン型輸送船 - 輸送船 - 商船 - 近代商船
  - 大型船舶/大型砲撃船/戦艦: 三段オールガレー船 - ガレー船 - 武装商船 - フリゲート艦 - 戦列艦 - ドレッドノート級戦艦 - 超弩級戦艦 - 最新鋭戦艦
  - 小型船舶: バーク船 - 荷物船 - 小型帆船 - コルベット艦 - スループ型帆船 - 駆逐艦 - 巡洋艦 - ミサイル巡洋艦
  - 砲撃船: 臼砲艦 - ボム ケッチ
  - 焼討船/潜水艦: 焼討いかだ - 大型焼討いかだ - 焼討船 - 大型焼討船 - 潜水艦 - 攻撃型潜水艦
  - 航空母艦: 航空母艦
- 航空機:
  - 戦闘機: 複葉機 - 戦闘機 - ジェット戦闘機 - 高性能戦闘機
  - 爆撃機: 爆撃機 - 戦略爆撃機 - ステルス爆撃機
  - ヘリコプター: ヘリコプター - 攻撃型ヘリコプター
  - 艦載機: 戦闘爆撃機 - ジェット戦闘爆撃機
- 司令官（将軍以外は拡張パックで登場）
  - 将軍
  - 独裁者（専制政治） - 君主（君主制） - 元帥（社会主義）
  - 議員（共和制） - 大統領（民主主義） - CEO（資本主義）
- ミサイル:
  - V2ロケット - 巡航ミサイル
  - 核弾頭ミサイル - ICBM

## 本作の特徴
- 本作の特色として、ゲーム中に国境の概念が存在する。国境は特定の建造物を建設することやテクノロジーを研究することによって拡張可能である。プレイヤーは自国の国境、あるいは同盟国のそれより内側にしか建物を建造できない他、国境外の資源を採取することは不可能である。ただし、国境に縛られない唯一の例外としてラコタの文明がある。ラコタは敵プレイヤーの国境より外側のフィールドなら、どこにでも建物を建造できる特性をもっており、また同様に、国境外の資源の採取も可能となっている例外的な民族である。
- 本作に点在する資源は無尽蔵である。食料・木材・金属・財貨・知識などの各種資源は所定の場所にしかるべき建物を建造することによって、以降はその建物と労働に従事している市民を敵に破壊されないかぎり、所定の資源を永続的に採取し続けることができる。
- マルチプレイにおける中・上級者以上のレベルのゲーム内では、与えられる文明特性が他文明に比べて大きく有利という理由から、場合によってアメリカの文明の使用が忌避されることがある。
- 近・現代の時代から造船所で作成可能なユニットの1つである航空母艦は海上ユニットの中で唯一造船所に収容しておくことができないユニットである。そのため、航空母艦はヒットポイントが少しずつ回復するようになっている。
- イロコイ文明の歩兵ユニットの俊敏な移動速度は本来自陣内だけのはずだが、バグが修正されていないため（2007年9月27日現在）、どこかしこでも俊敏な速度を保ったまま移動することが可能になっており、イロコイの強力なユニークユニットによる凶悪な攻撃力を助長している。
- 世界征服キャンペーンがある。戦略マップと戦術マップに分かれており、戦術マップで勝利することにより戦略マップの該当地域を獲得できる。他民族の首都として設定されている地域を征服すると、その勢力に勝利したことになり、かれらが支配していた全領土を獲得できる。すべての民族を滅ぼすか、同盟を結ぶことで最終的な勝利となる。また、拡張パックでは、アレクサンドロス大王、ナポレオン、新世界、冷戦が追加されており、それぞれのキャンペーンに特殊なルールやマップが設定されているため、普段とは一風変わったプレイが可能である。